# Letiště Sundsvall-Timrå
Letiště Sundsvall-Timrå (někdy zkráceně jen letiště Sundsvall; švédsky Sundsvall-Timrå flygplats; kód IATA: SDL, kód ICAO: ESNN) je letiště v středním Švédsku (v kraji Västernorrland). Do roku 2013 se používal název letiště Sundsvall-Härnösand, protože nejblíže (8 kilometrů západně od letiště) se sice nachází menší město Timrå (přibližně 10,5 tisíce obyvatel), ale letiště slouží hlavně městům Sundsvall (asi 21 kilometrů jižně od letiště, skoro 59 tisíc obyvatel v roce 2020, celá municipalita 95 tisíc) a Härnösand (asi 32 kilometrů východně od letiště, cca 18,5 tisíce obyvatel). A město Härnösand je současně východiskem do Höga kusten (doslova Vysoké pobřeží), což je přírodní památka zařazená do Seznamu světového dědictví organizace UNESCO. Z letiště Sundsvall-Timrå je též řízen provoz na asi 130 km vzdáleném letišti Örnsköldsvik (první takto na dálku řízené letiště na světě). Podle počtu přepravených cestujících (231 814 v roce 2019; z toho 202 549 na vnitrostátních a 29 265 na mezinárodních linkách) jde o 15. největší letiště ve Švédsku a šesté největší v severní polovině Švédska (region Norrland). V tomto roce se zde uskutečnilo 2946 vzletů a přistání.

## Historie a současnost
Historie letectví v oblasti začíná již v roce 1911, kde v Sundsvallu měl leteckou přehlídku průkopník letectví Carl Cederström. Let se uskutečnil z provizorního dočasného letiště. Od těchto průkopnických letů ale uplynula řada let, než se výstavba letiště stala realitou. V roce 1934 se otázka letiště poprvé projednávala na městské radě města Sundsvall, ale zatím bez výsledků. 16. dubna 1936 se letečtí nadšenci sešli v hotelu Knaust a založili společnost Sundsvalls Motorog Flygsällskap, v roce 1938 se název změnil na Sundsvalls Flygsällskap a členové společnosti začali systematicky připravovat projekt letiště pro Královskou švédskou agenturou pro správu silnic a vodních cest (Kungliga Väg- och Vattenbyggnadsstyrelsen).

### Schválení projektu a výběr lokality
17. března 1939 se otázka letiště znovu projednávala na městské radě města Sundsvall a tentokrát se práce vyplatila. V prosinci vydala Královská švédská agentura pro správu silnic a vodních cest povolení pro dočasné přistávací místo na jezeře během zimy a současně vydala doporučení, aby výstavba stálého letiště v oblasti byla důkladně prozkoumána. Na konci roku 1940 bylo toto šetření dokončeno a navrženo, aby letiště bylo vybudováno v deltě řeky Indalsälven. Důležitým důvodem pro výběr tohoto místa (kromě přírodních podmínek) bylo to, že kromě města Sundsvall se budou finančně podílet také města Härnösand a Timrå. Dne 15. listopadu 1940 městská rada města Sundsvall dohodu s Královskou švédskou agenturou schválila.
Letiště Sundsvall-Timrå tak je postaveno (přesně dle doporučení) v deltě řeky Indalsälven, v prostoru mezi hlavními rameny delty. Řeka zde za staletí vytvořila několik metrů silnou vrstvu naplavenin, která byla ještě zesílena a poté zhutněna velkou povodní. K té došlo v červnu 1796, po kolapsu jezera Ragundasjön, skoro 100 kilometrů výše proti proudu řeky. Řeka zde byla přehrazena pozůstatky ledovcové činnosti tak, že vzniklo 25 kilometrů dlouhé jezero. V roce 1796 se přírodní hráz vytvářející jezera provalila a k jeho vyprázdnění došlo za pouhé čtyři hodiny!

### Výstavba a zahájení provozu
Výstavba letiště započala v roce 1941, v roce 1943 zde SMHI zřídila meteorologickou stanici. Zkušební provoz letiště byl zahájen 22. července 1944, k oficiálnímu otevření letiště došlo 11. září 1944. Pravidelný letecký provoz byl zahájen tehdejší leteckou společností AB Aerotransport na trase mezi Stockholmem a Luleå, s mezipřistáním právě na místním letišti. (AB Aerotransport neboli ABA byla státem vlastněná letecká společnost, která se v roce 1948 stala základem pro vznik dosud fungující společnosti Scandinavian Airlines). V roce 1945 zde zahájila provoz i další letecká společnost Airtaco, která se zaměřovala hlavně na přepravu poštovních zásilek a dalšího karga, ale provozovala také osobní dopravu.
V souvislosti se zahájením provozu společností AB Aerotransport vypsaly místní noviny Sundsvalls Tidning soutěž o název letiště, vítěz obdržel zpáteční letenku do Stockholmu. Letiště bylo nejprve pojmenováno Midlanda, což je název odkazující na to, že letiště je sice již v severním Švédsku, ale současně přibližně v polovině mezi nejsevernější a jižní částí Švédska. Oficiální název se později změnil na Sundsvall-Härnösand, podle dvou měst, které letiště nejvíce využívají. Název Midlanda se nicméně jako neoficiální název letiště místně uchoval dodnes, např. tak byla dlouho značena odbočka k letišti, úsek silnice od terminálu k hlavní silnici E4 se stále jmenuje Midlandavägen a současný provozovatel letiště se jmenuje Midlanda Flygplats AB.

### Změna vlastníka a názvu
Letiště bylo až do roku 2013 ve vlastnictví švédského státu. Nicméně již v roce 2009 bylo rozhodnuto, že několik letišť (označených jako regionální, ale současně pro danou oblast Švédska důležitých) bude postupně převedeno na místní nebo regionální samosprávu a stát si ponechá pouze deset největších nebo jinak významných letišť. Po vzniku společnosti Swedavia (1. dubna 2010) k tomu skutečně postupně došlo. Poslední změna vlastnictví nastala v roce 2013 právě u tohoto letiště, které bylo převedeno bezplatně. Od té doby patří společně dvěma samosprávným obcím (municipalitám): Timrå (na území této municipality letiště leží) a Sundsvall (jak samotné město, tak stejnojmenná municipalita mají výrazně více obyvatel než Timrå). Obě municipality jsou společnými akcionáři již zmíněného provozovatele Midlanda Flygplats AB. Vzdálenější municipalita Härnösand se dne 29. dubna 2013 rozhodla, že spoluvlastníkem letiště se stát nechce (i když ho nadále využívá), proto v roce 2013 došlo i ke změně oficiálního jména letiště na letiště Sundsvall-Timrå (někdy se zkráceně uvádí jen letiště Sundsvall).

### Infrastruktura letiště
Výstavba současného letištního terminálu byla zahájena v roce 1994, nový terminál byl uveden do provozu v roce 1997 a má rozlohu 6500 metrů čtverečních. Při otevření letiště v roce 1944 byla původní délka vzletové a přistávací dráhy 1700 metrů (tehdy ještě s travnatým povrchem). Již od roku 1946 mají ranvej i pojezdové dráhy zpevněný povrch. Později byla dráha ještě dvakrát prodlužována. Nejprve o 150 metrů při výstavbě nového terminálu, poté v roce 2000. Současná délka 2090 metrů je již maximální možná vzhledem k poloze letiště a zejména samotné ranveje mezi dvěma rameny delty řeky Indalsälven.
Od června 2013 neexistuje žádný přímý autobus na letiště, je třeba využít jiné autobusové linky, které mají zastávku v blízkosti letiště nebo taxi či dopravu vlastním nebo zapůjčeným autem (půjčovnu aut zde provozuje několik společností). Přímo na letišti je též čerpací stanice, myčka a další služby pro motoristy. Letiště má přímé napojení na mezinárodní silnici E4, která od roku 2001 vede jen asi kilometr od letiště (byly vybudovány nové mosty a silnice nyní vede přímo přes několik ramen delty řeky). Zejména obyvatelé jen 8 kilometrů vzdáleného města Timrå využívají i cyklostezky.

### Letecké společnosti a destinace
Následující letecké společnosti provozují pravidelné a charterové lety do těchto destinací.
| Letecká společnost          | Destinace/letiště                                |
| --------------------------- | ------------------------------------------------ |
| Aegean Airlines             | Sezónní chartery: letiště Chania, letiště Rhodos |
| Air Europa                  | Sezónní chartery: letiště Palma de Mallorca      |
| Scandinavian Airlines (SAS) | Stockholm-Arlanda                                |
| Sunclass Airlines           | Sezónní chartery: letiště Palma de Mallorca      |

Destinace v případě letecké nákladní dopravy shrnuje Tabulka 2:
| Letecká společnost | Destinace nákladní dopravy                     |
| ------------------ | ---------------------------------------------- |
| Amapola Flyg       | letiště Malmö, Stockholm-Arlanda, letiště Umeå |
| West Air Sweden    | Stockholm-Arlanda                              |

## Statistiky letiště
Z tabulky 3 je vidět, že v 2011–2018 byly meziroční změny počtu cestujících minimální. Již v roce 2019 došlo k poměrně výraznému meziročnímu poklesu o více než 15 procent. V roce 2020 (v důsledku pandemie covidu-19) došlo k mimořádnému poklesu počtu cestujících téměř na všech letištích, ale na letišti Sundsvall-Timrå byl ještě vyšší a přesáhl 80 procent. Také v roce 2021 lze na všech letištích opět očekávat výrazně nižší počty cestujících než v letech 2011–2018.
| Rok  | Cestujících | Bazický index (2011 = 100) | Meziroční změna [%] |
| ---- | ----------- | -------------------------- | ------------------- |
| 2011 | 282 245     | 100                        | 10,2                |
| 2012 | 282 645     | 100                        | 0,1                 |
| 2013 | 272 362     | 96                         | -3,6                |
| 2014 | 278 549     | 99                         | 2,3                 |
| 2015 | 271 353     | 96                         | -2,6                |
| 2016 | 280 077     | 99                         | 3,2                 |
| 2017 | 289 709     | 103                        | 3,4                 |
| 2018 | 273 527     | 97                         | -5,6                |
| 2019 | 231 814     | 82                         | -15,3               |
| 2020 | 42 800      | 15                         | -81,5               |

## Fotogalerie

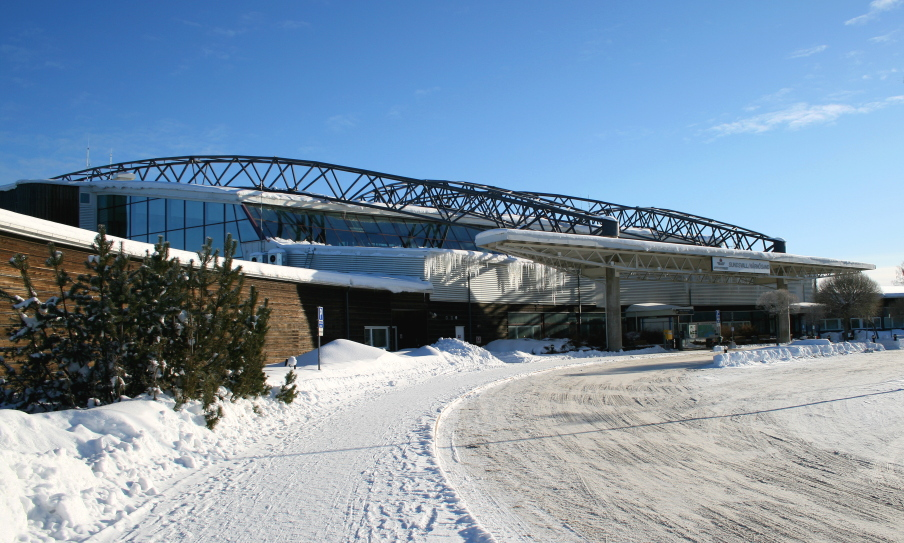
Nový terminál letiště v únoru 2010
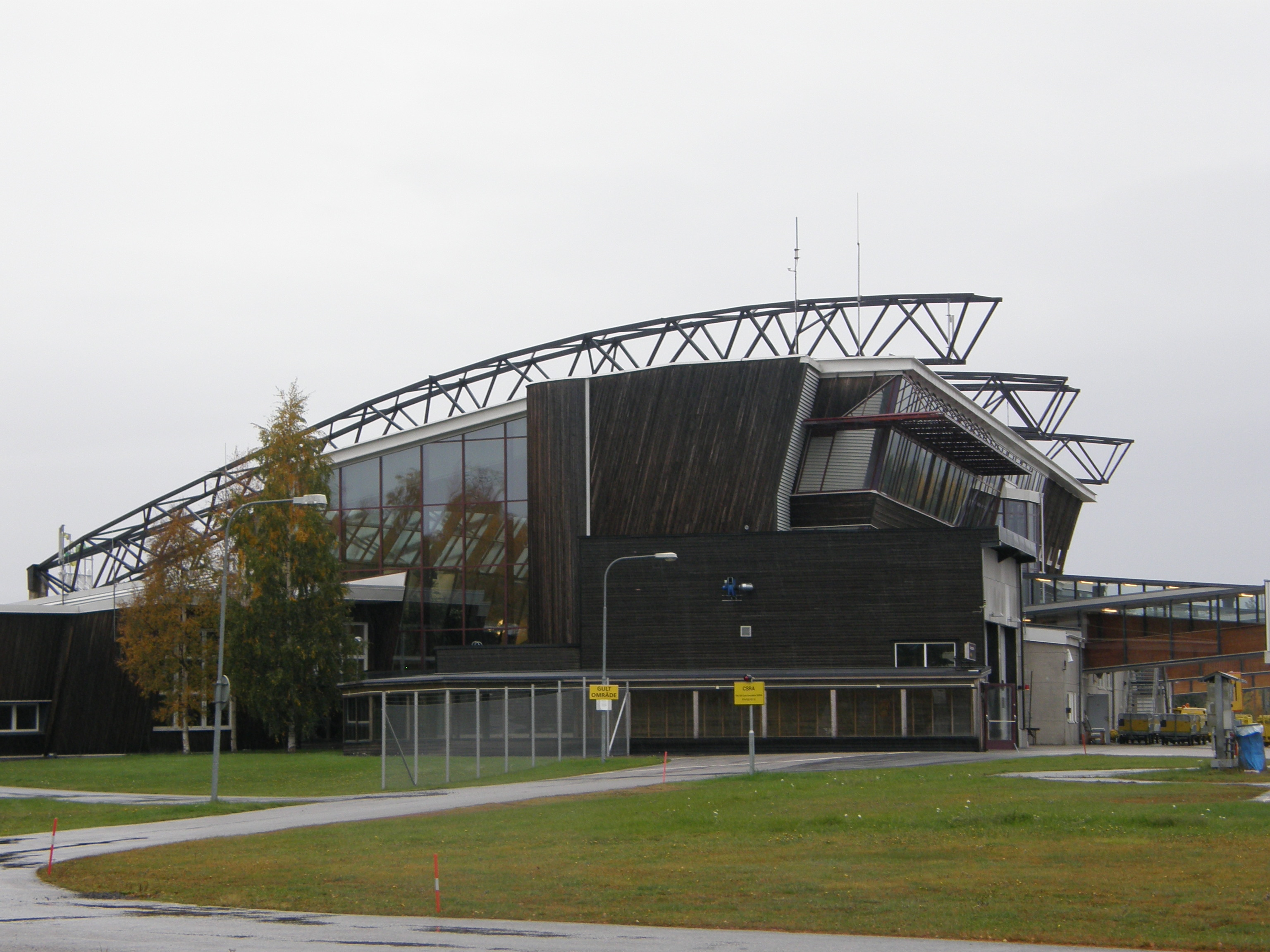
Boční pohled na nový terminál (2013)
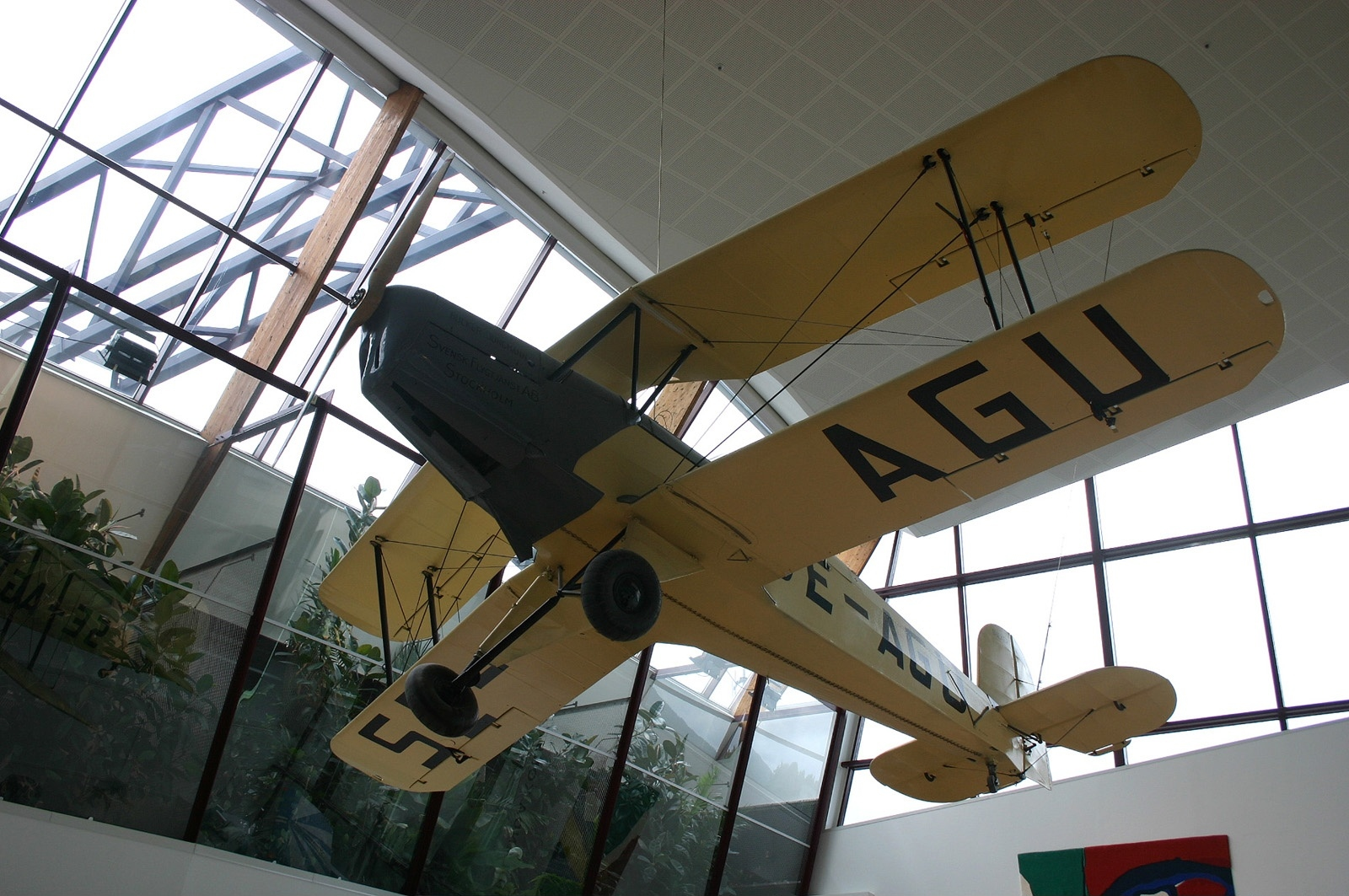
Bucker Bu-131B Jungmann uvnitř terminálu
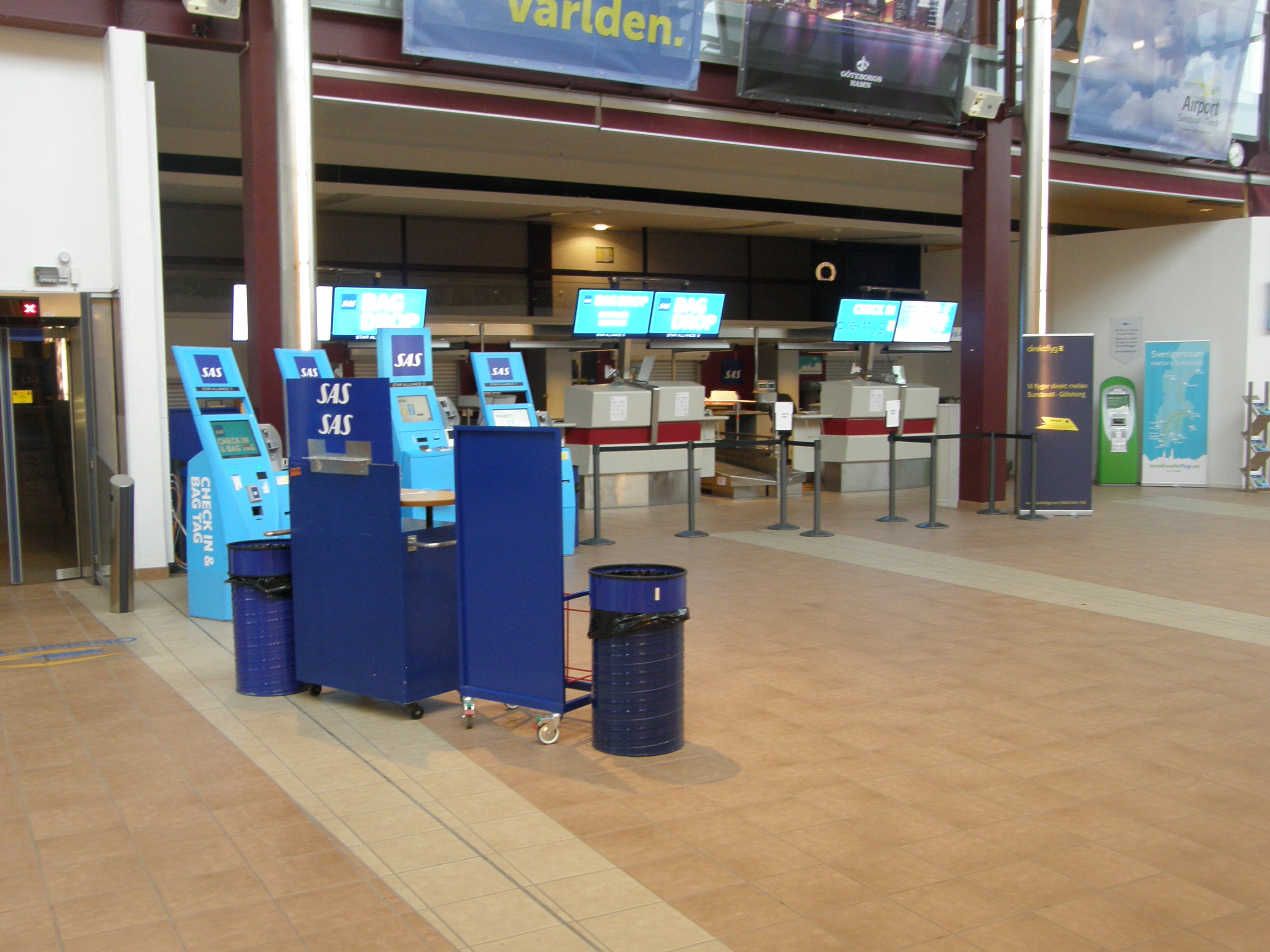
Odbavovací přepážky